# Why Aunt Jane Never Married
Why Aunt Jane Never Married és una pel·lícula muda estatunidenca dirigida per William F. Haddock i produïda per Eclair American. Els actors principals van ser Barbara Tennant, Julia Stuart i Alec B. Francis. Va ser estrenada 28 de setembre de 1913.

## Argument
A petició de les seves nebodes, la tieta Jane explica per què no es va casar mai.
Quan era jove, vivia amb els seus pares en una illa de la costa de Nova Anglaterra. Després d'una terrible tempesta aparegué a la porta de casa seva buscant refugi un jove estranger molt fatigat i que havia perdut la memòria. La família el va cuidar i malgrat que es va poder recuperar, no va ser capaç de recordar absolutament res. Es va pensar que probablement era l'únic supervivent d'algun naufragi.
Amb l'arribada de l'estiu, i com que el pare cada vegada estava més gran, l'estranger ajudava en la pesca. La temporada va ser molt bona i el poble ho va atribuir a l'estranger. Aleshores, Jane i l'estranger s'havien enamorat. Quan l'estranger va rebre el que li corresponia pel treball, va anar a veure la mare per donar-li diners en pagament d'haver-lo hostatjat i va demanar a Jane per casar-se. En acceptar ella van demanar el consentiment al pare. Aquest, en un primer moment ho va rebutjar, adduint que era un estranger del que no en sabien res. Més tard però va acceptar el casament.
El dia que anaven a casar-se, quan ja es trobaven a la porta de l'església, aparegueren una dona i una nen vestit de manera moderna i en veure’ls l'estranger els va reconèixer com la seva dona i el seu fill.

## Repartiment
- Barbara Tennant (tia Jane)
- Julia Stuart (mare de Jane)
- Alec B. Francis (pare de Jane)
- Robert Frazer (l'estranger)
- Rosa V. Koch (la dona de l'estranger)
- Clara Horton (la filla de l'estranger)